# Eboli
Eboli is een gemeente in de Italiaanse provincie Salerno (regio Campanië) en telt 36.879 inwoners (31-12-2004). De oppervlakte bedraagt 137,5 km2, de bevolkingsdichtheid is 262 inwoners per km2.
De volgende frazioni maken deel uit van de gemeente: Santa Cecilia, Cioffi, Corno d'oro, Fiocche, Taverna nova.

## Demografie
Eboli telt ongeveer 12744 huishoudens. Het aantal inwoners steeg in de periode 1991-2001 met 5,5% volgens cijfers uit de tienjaarlijkse volkstellingen van ISTAT.
| Jaar | Inwoneraantal |
| ---- | ------------- |
| 1991 | 33.964        |
| 2001 | 35.842        |
| 2011 | 38.652        |

## Geografie
De gemeente ligt op ongeveer 145 meter boven zeeniveau.
Eboli grenst aan de volgende gemeenten: Albanella, Battipaglia, Campagna, Capaccio, Olevano sul Tusciano, Serre.

## Geboren
- Peter van Eboli (12e-13e eeuw), hofdichter van keizer Hendrik VI
- Emanuele Belardi (9 oktober 1977), voetballer
- Ana de Mendoza y de la Cerda.